# شريان ماضغي
الشريان الماضغي هو شريان صغير يعبر ثلمة الفك السفلي باتجاه العضلة الماضغة. يتفاغر الشريان الماضغي مع فروع شريان الفك العلوي الظاهر الماضعة ومع الشريان الوجهي المستعرض.

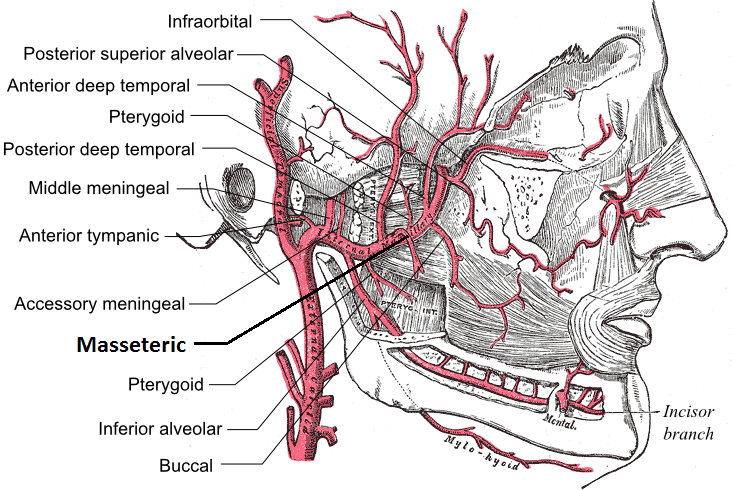
تقرعات شريان الفك العلوي.